# Vladimir Kirchon
Œuvres principales
- Le Blé (1927)

Vladimir Mikhaïlovitch Kirchon (en russe : Влади́мир Миха́йлович Киршо́н) est un dramaturge soviétique né le 6 août 1902 (19 août dans le calendrier grégorien) à Naltchik, décédé le 28 juillet 1938 à Moscou.

## Biographie
Vladimir Kirchon est né à Naltchik (Caucase) dans la famille d'un avocat (depuis 1911) diplômé de la faculté de droit de Saint-Pétersbourg et d'une sage-femme ancienne élève des cours Bestoujev, fervents partisans de la révolution. Il passe son enfance à Saint-Pétersbourg (Pétrograd depuis 1914). Sa mère, sa sœur et lui s'installent à Kislovodsk après la Révolution de Février. Vladimir Kirchon suit les cours du lycée de garçons local. Vladimir Kirchon sert ensuite dans l'Armée rouge pendant la guerre civile russe et rejoint en 1920 le Parti communiste de l'Union soviétique qui l'envoie à l'université communiste Sverdlov. Jeune idéaliste, il est dégoûté par la Nouvelle politique économique (NEP), ce dont témoignent ses premières pièces. Il est l'un des organisateurs de l'Association des écrivains prolétariens à Rostov-sur-le-Don et dans la Ciscaucasie en 1925 et devient l'un des secrétaires de l'Association russe des écrivains prolétariens (RAPP) à Moscou. Il fait partie des fonctionnaires littéraires les plus radicaux de l'époque et représente l'un des plus implacables persécuteurs de l'écrivain Mikhaïl Boulgakov. Sa ferveur idéologique le fait recommander à Staline, auquel il envoie son travail pour approbation. « Quand il était en faveur, il ne pouvait mal faire : Publier immédiatement, gribouilla Staline sur le dernier article de Kirchon en le retournant au rédacteur en chef de la Pravda. »
Ses premières pièces, Constantin Terekhine (1926), coécrite avec Andreï Ouspenski, et Rel'sy gudyat (Les Rails vrombissent, 1927) font sensation, mais Khleb (Le Blé, 1931) connaît un succès éphémère. Son œuvre suivante, Tchoudesny splav (L'Alliage miraculeux, 1934), est encore populaire dans les années 1960.
Il écrit également le livret de l'opéra Vent du nord (1930) de Lev Knipper.
Figure de proue, avec Alexandre Afinoguenov, du réalisme social et psychologique, opposé au monumentalisme romantique, comme base du drame moderne, il rencontre l'opposition de Nikolaï Pogodine et de Vsevolod Vichnevski, ainsi que des cercles officiels.
Au début de 1937, cependant, Kirchon perd sa faveur à cause de ses liens intimes avec Leopold Averbach, ancien chef de la RAPP et époux de la sœur de Guenrikh Iagoda, arrêté en avril. Lors d'un meeting public, il est violemment attaqué par Vsevolod Vichnevski pour association avec un « ennemi du peuple » et la critique des décisions du Politburo ; il tente de se défendre, mais est chassé du Parti et de l'Union des écrivains en mai et disparaît de Moscou.
Il est arrêté le 29 août 1937 ainsi que d'autres anciennes figures de la RAPP. Il est condamné à mort le 21 avril 1938 par le Collège militaire de la Cour suprême de l'URSS pour « participation à une organisation contre-révolutionnaire » (trotskyste). Il est exécuté le 28 juillet 1938 à Kommounarka, près de Moscou.
Il a été réhabilité à titre posthume en novembre 1955. Ses pièces sont jouées à nouveau,.